# Dischista impunctata
Dischista impunctata är en skalbaggsart som beskrevs av Lansberge 1886. Dischista impunctata ingår i släktet Dischista och familjen Cetoniidae. Utöver nominatformen finns också underarten D. i. seynaevei.